# Мокрецький заказник
Мокре́цький зака́зник — лісовий заказник місцевого значення в Україні. Розташований у межах Ковельського району Волинської області, на південний захід від села Мокрець, у напрямку до села Блаженик. 
Площа 902 га. Створений відповідно до розпорядження Волинської обласної державної адміністрації № 213 від 26.05.1992 року. Перебуває у віданні філії «Володимир-Волинське лісомисливське господарство», Мокрецьке л-во. кв. 23, кв. 27-30, 32-33; кв. 34, вид. 1-17; кв. 35, вид. 1-3, 15, 21, 26. 
На території заказника зростають цінні високобонітетні насадження ясена звичайного, модрини європейської, ялини звичайної, дуба черешчатого, сосни звичайної. Місце зростання підсніжника звичайного, цибулі ведмежої, любки дволистої. Також це місце мешкання та розмноження лелеки чорного, журавля сірого та борсука європейського, занесених до Червоної книги України.

## Галерея

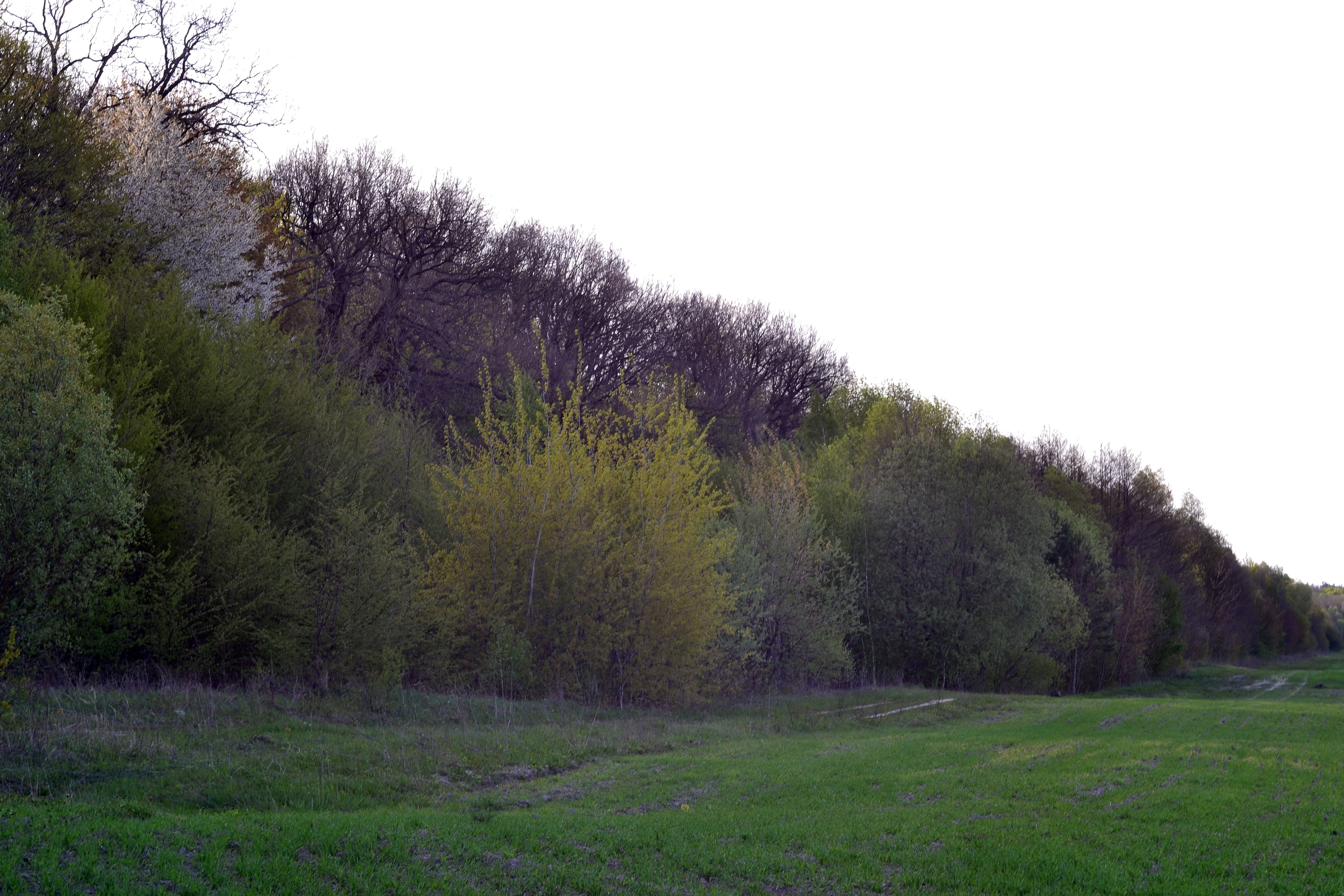
Вигляд з дороги від сел. Турійськ у 2017 році
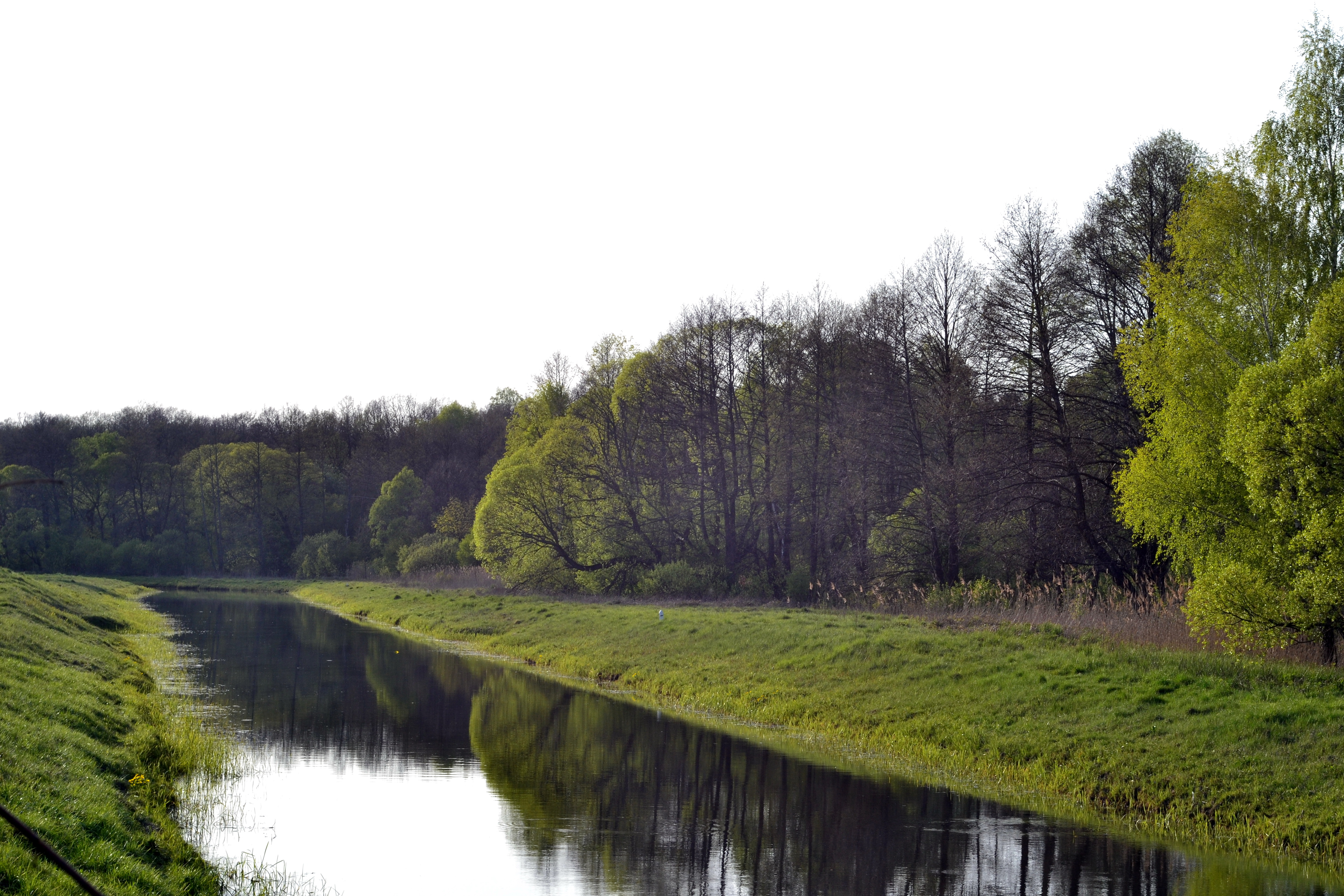
Вигляд з моста через р. Турія у 2017 році
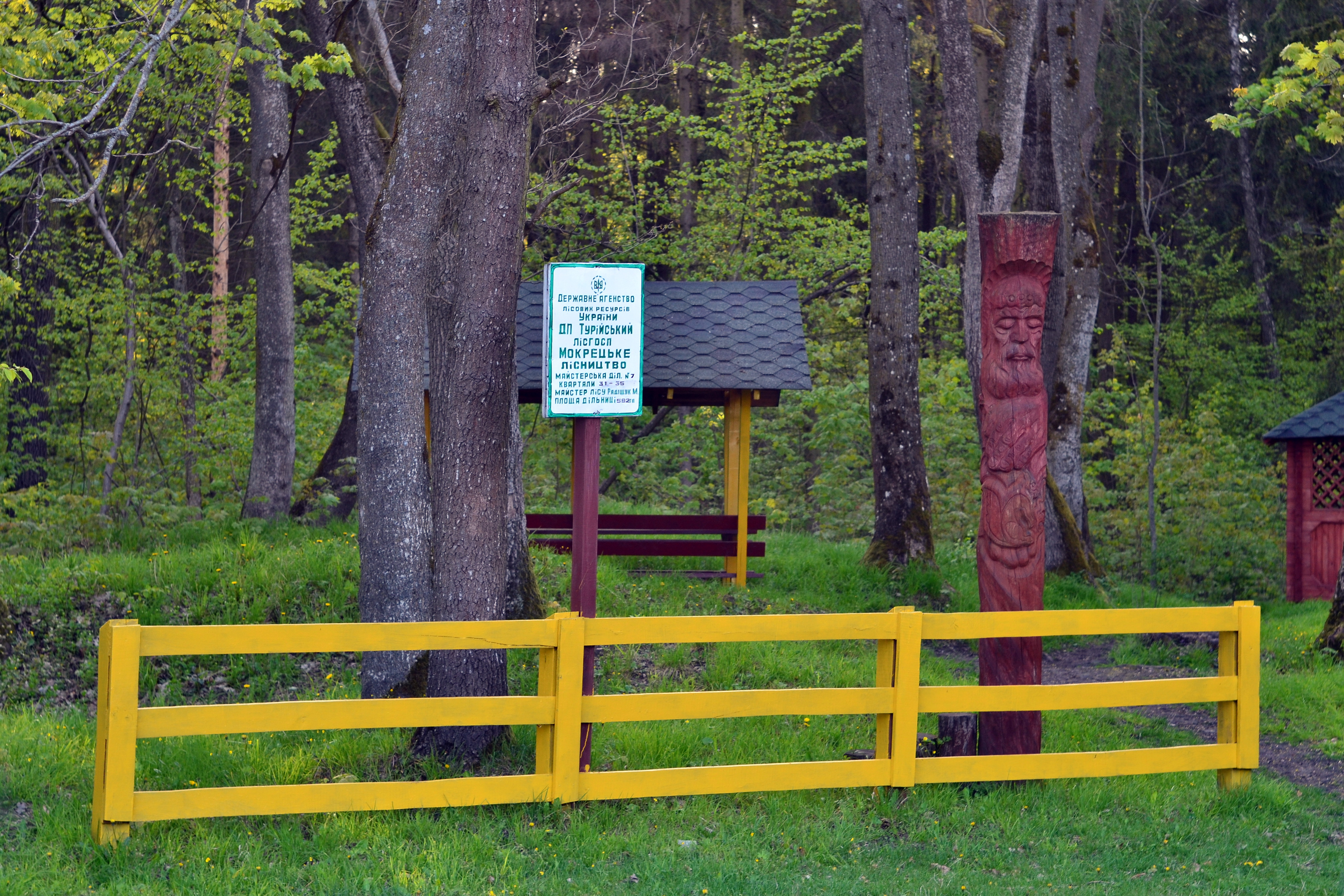
Інформаційна дошка лісництва у 2017 році
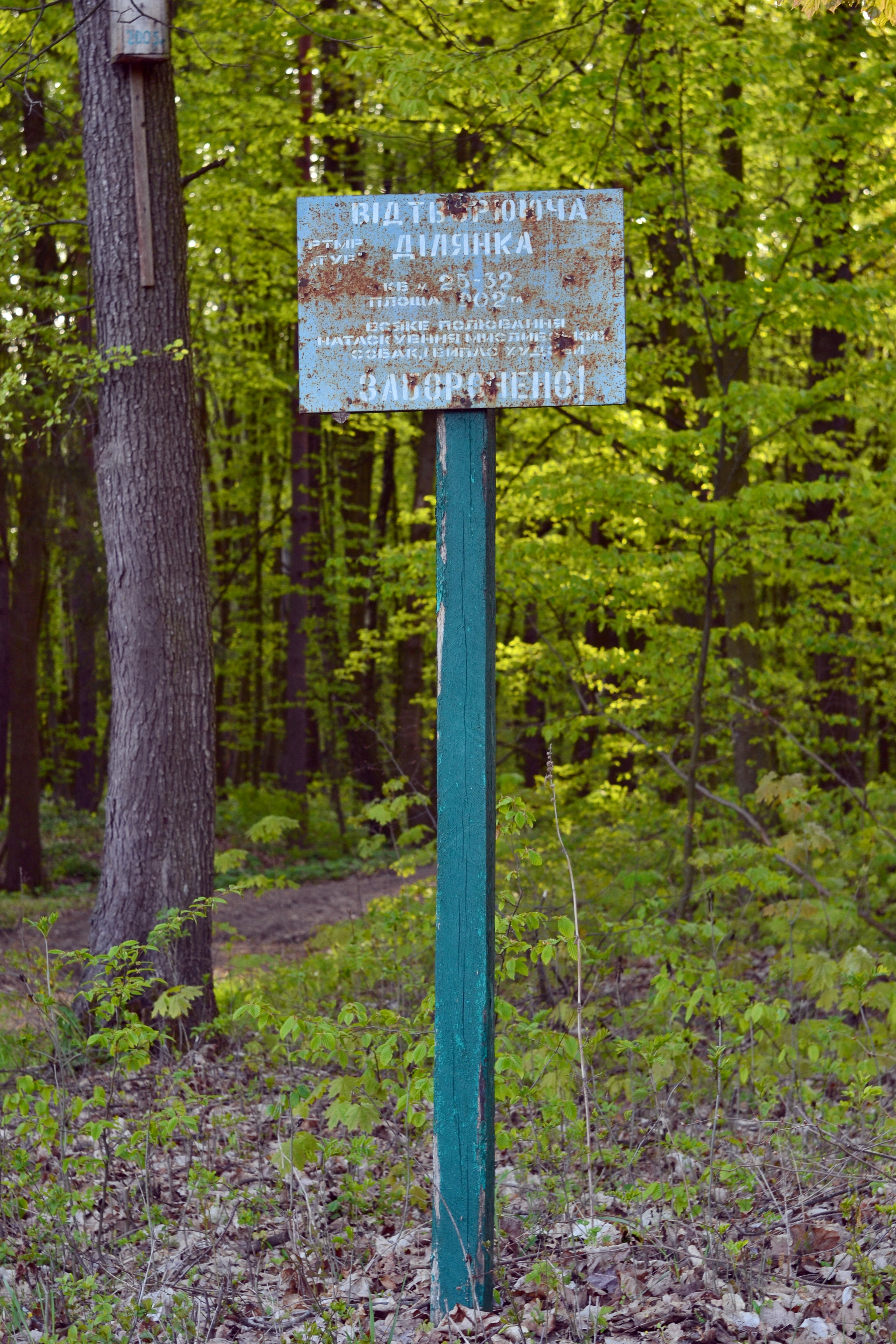
інформаційна дошка лісництва (РТМР "Тур") у 2017 році
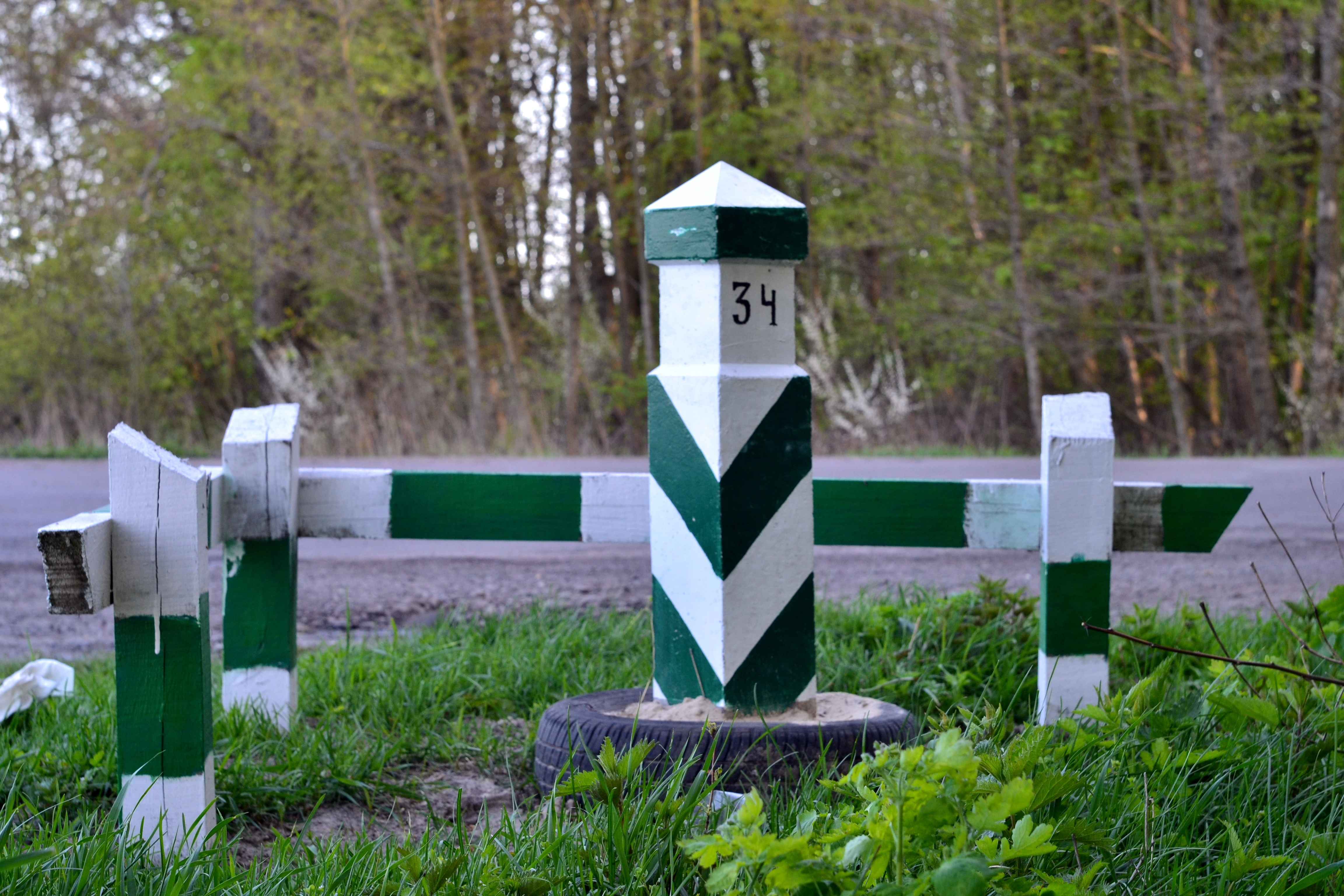
Знак лісового кварталу
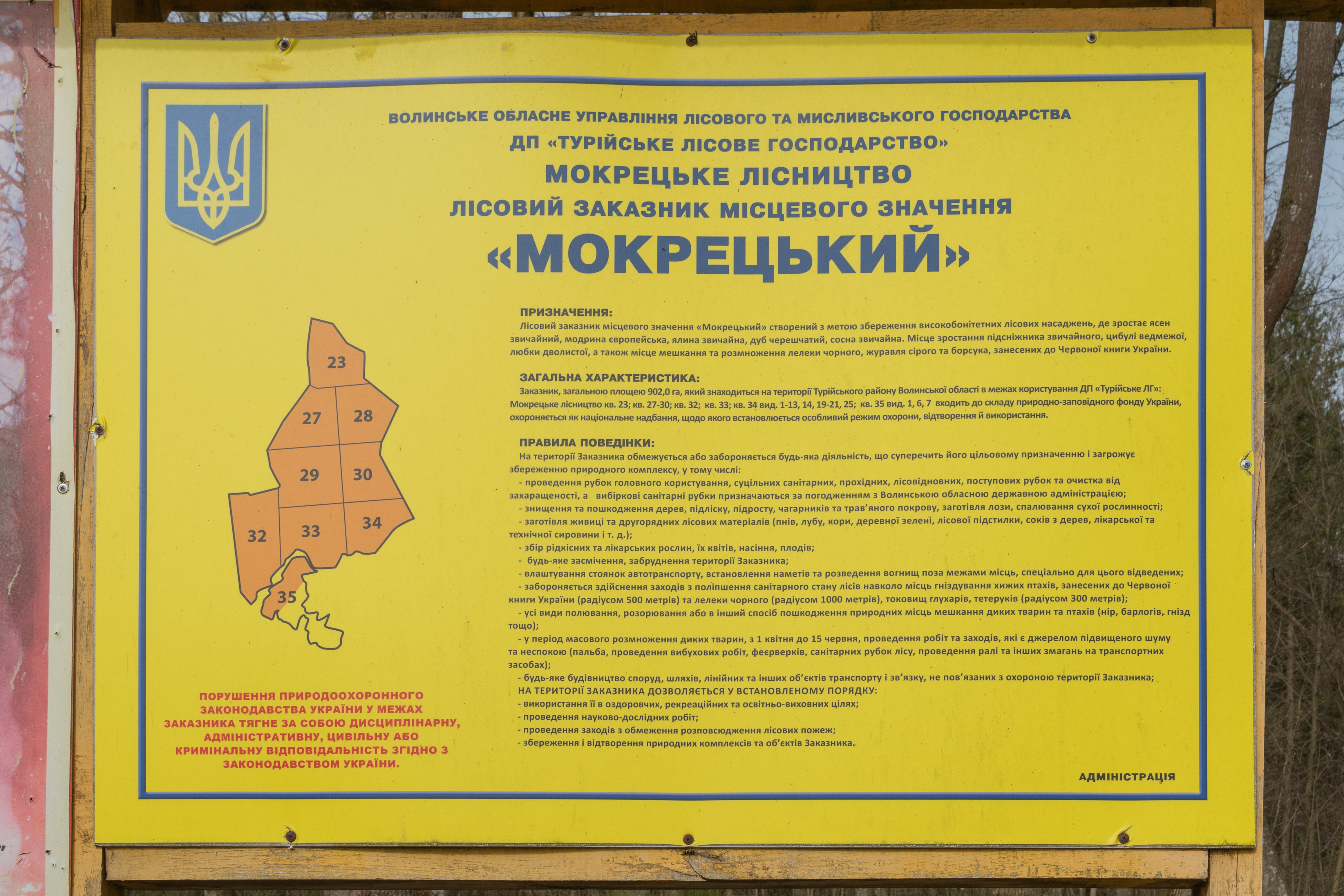
Інформаційна дошка
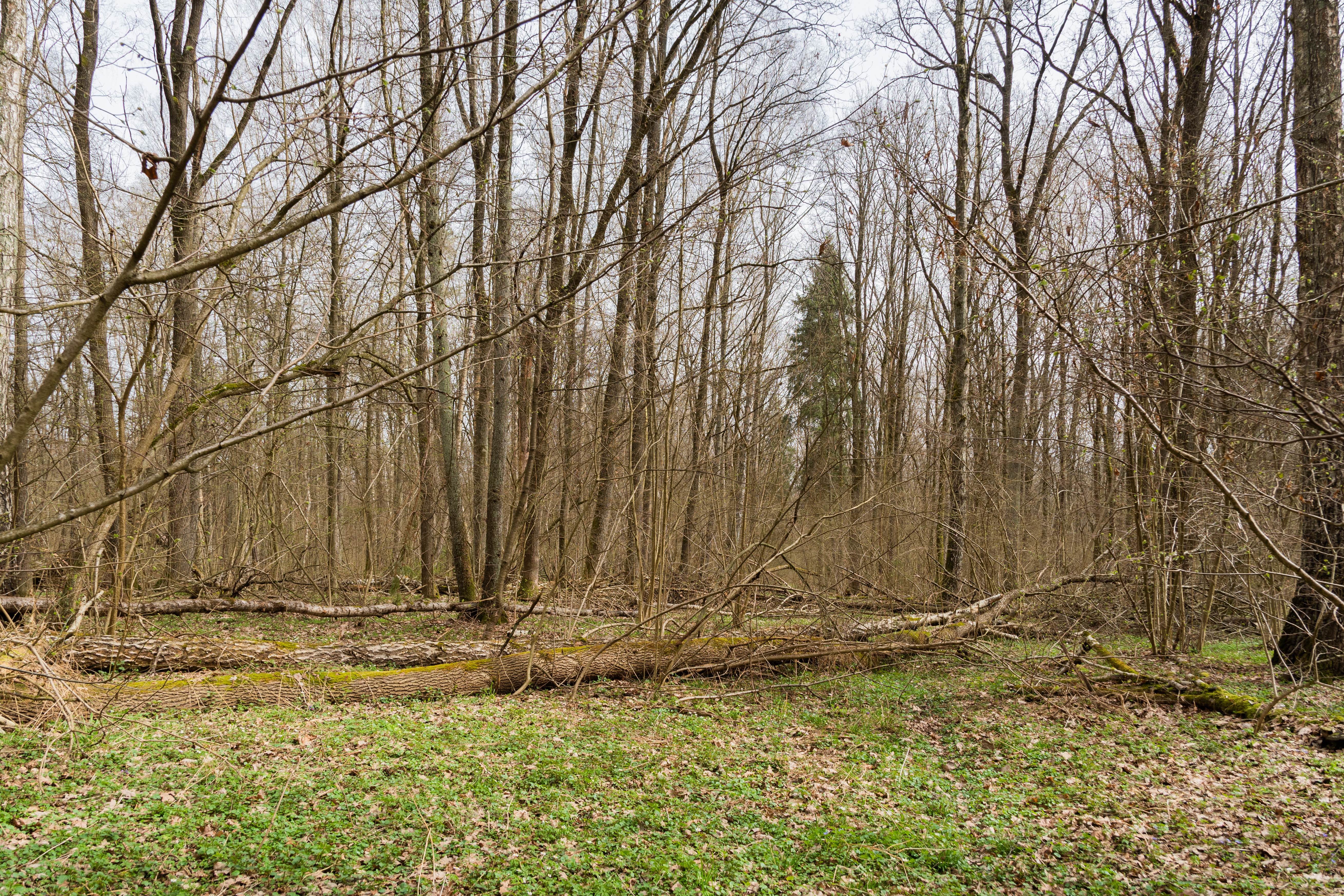
Вигляд центральної частини у 2024 році
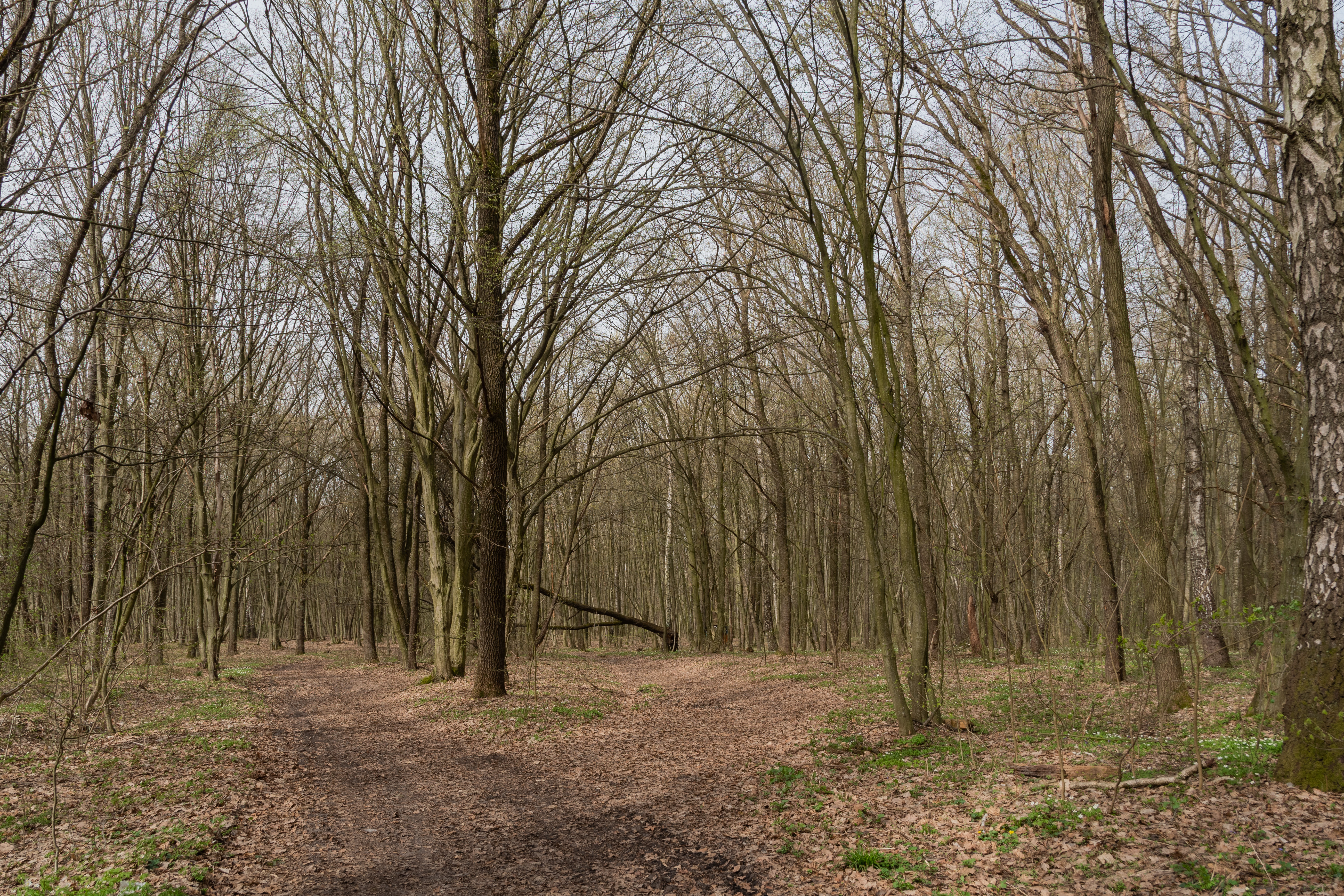
Вигляд у південно-східній частині у 2024 році
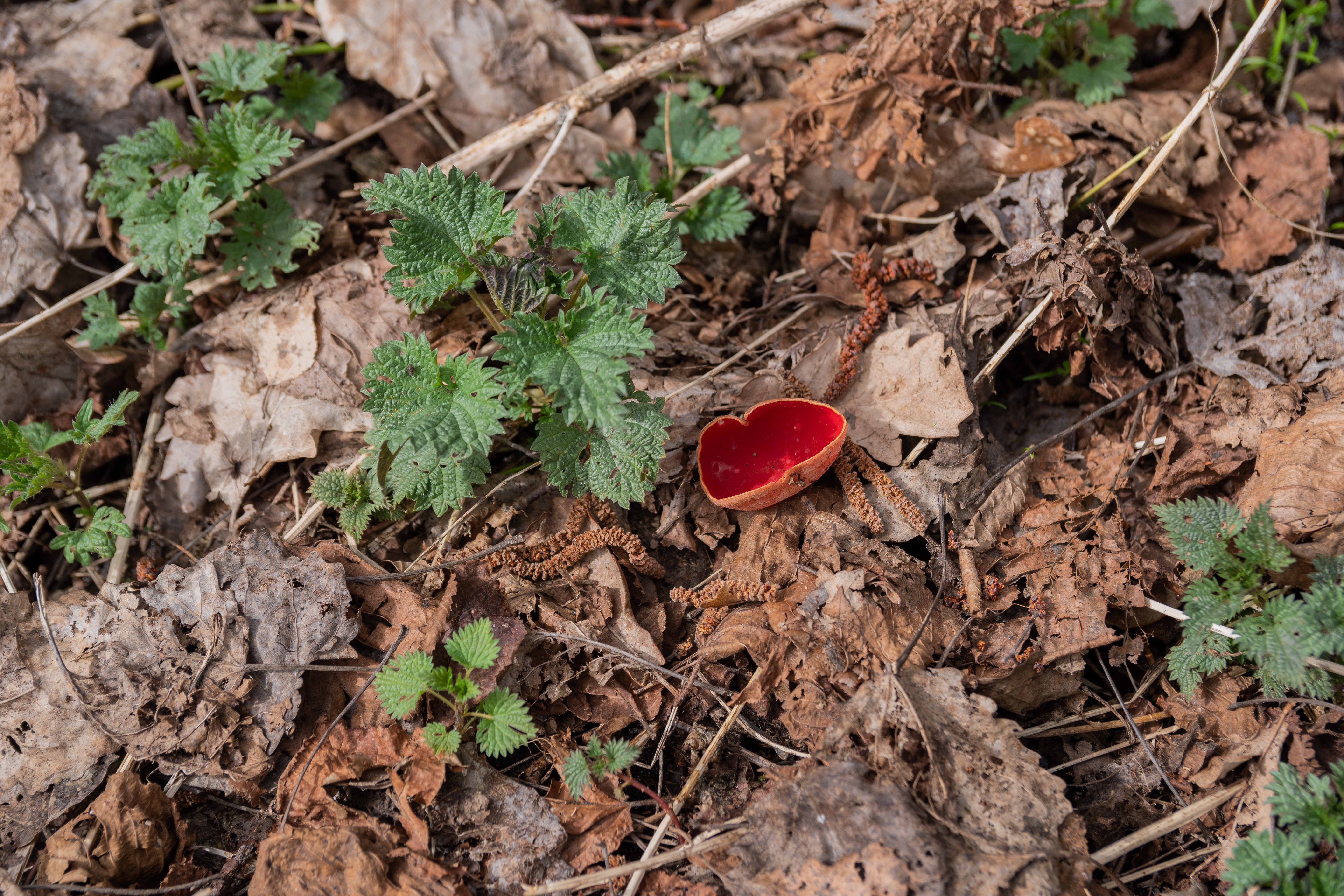
Гриб cаркосцифа